# Longeau-Percey
Pour les articles homonymes, voir Longeau.
Longeau-Percey est une commune française située dans le département de la Haute-Marne, en région Grand Est.

## Géographie
La ligne de faille joignant Longeau à Chalindrey correspond à la ligne de partage des eaux entre les bassins de la Seine et du Rhône.

### Communes limitrophes
| Verseilles-le-Haut | Bourg              | Cohons          |
| Verseilles-le-Bas  | Longeau-Percey     | Heuilley-Cotton |
|                    | Villegusien-le-Lac |                 |

### Hydrographie
La commune est dans le bassin versant de la Saône au sein du bassin Rhône-Méditerranée-Corse. Elle est drainée par le canal de la Marne à la Saône, la Vingeanne, le Vallinot, le ruisseau de Brand et le ruisseau de Cherrey.
Le canal de la Marne à la Saône est un canal à bief de partage au gabarit Freycinet, d'une longueur de 160 km reliant les vallées de la Marne et de la Saône, géré par les Voies navigables de France. 
La Vingeanne, d'une longueur de 93 km, prend sa source dans la commune de Aprey et se jette  dans la Saône à Heuilley-sur-Saône, après avoir traversé 30 communes. 

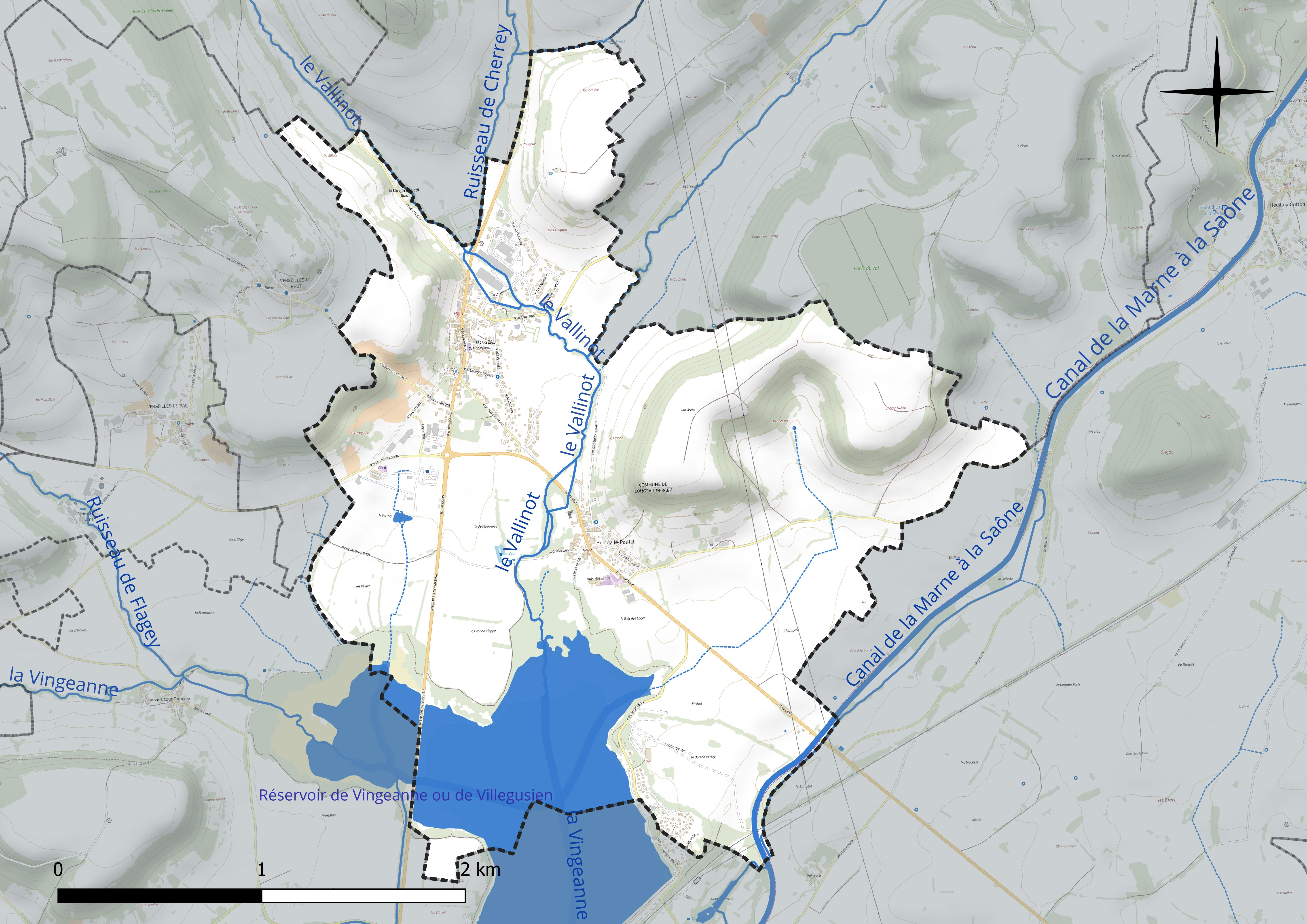
Réseau hydrographique de Longeau-Percey.

Un plan d'eau complète le réseau hydrographique : le réservoir de Vingeanne ou de Villegusien, d'une superficie totale de 151,1 ha (74,5 ha sur la commune),.

### Climat
Pour des articles plus généraux, voir Climat du Grand Est et Climat de la Haute-Marne.
En 2010, le climat de la commune est de type climat des marges montargnardes, selon une étude du Centre national de la recherche scientifique s'appuyant sur une série de données couvrant la période 1971-2000. En 2020, Météo-France publie une typologie des climats de la France métropolitaine dans laquelle la commune est exposée à un climat océanique altéré et est dans la région climatique  Lorraine, plateau de Langres, Morvan, caractérisée par un hiver rude (1,5 °C), des vents modérés et des brouillards fréquents en automne et hiver. 
Pour la période 1971-2000, la température annuelle moyenne est de 9,9 °C, avec une amplitude thermique annuelle de 17 °C. Le cumul annuel moyen de précipitations est de 966 mm, avec 12,9 jours de précipitations en janvier et 8,3 jours en juillet. Pour la période 1991-2020, la température moyenne annuelle observée sur la station météorologique de Météo-France la plus proche, « Langres », sur la commune de Langres à 10 km à vol d'oiseau, est de 10,2 °C et le cumul annuel moyen de précipitations est de 896,1 mm. 
La température maximale relevée sur cette station est de 38,8 °C, atteinte le 25 juillet 2019 ; la température minimale est de −21,2 °C, atteinte le 2 février 1956,,. 
Les paramètres climatiques de la commune ont été estimés pour le milieu du siècle (2041-2070) selon différents scénarios d'émission de gaz à effet de serre à partir des nouvelles projections climatiques de référence DRIAS-2020. Ils sont consultables sur un site dédié publié par Météo-France en novembre 2022.

## Urbanisme

### Typologie
Au 1er janvier 2024, Longeau-Percey est catégorisée commune rurale à habitat dispersé, selon la nouvelle grille communale de densité à sept niveaux définie par l'Insee en 2022.
Elle est située hors unité urbaine. Par ailleurs la commune fait partie de l'aire d'attraction de Langres, dont elle est une commune de la couronne,. Cette aire, qui regroupe 77 communes, est catégorisée dans les aires de moins de 50 000 habitants,.

### Occupation des sols
L'occupation des sols de la commune, telle qu'elle ressort de la base de données européenne d’occupation biophysique des sols Corine Land Cover (CLC), est marquée par l'importance des territoires agricoles (66,8 % en 2018), en diminution par rapport à 1990 (72,5 %). La répartition détaillée en 2018 est la suivante : prairies (58,3 %), forêts (15,2 %), eaux continentales (8,5 %), terres arables (8,4 %), zones urbanisées (6,8 %), espaces verts artificialisés, non agricoles (2,7 %). L'évolution de l’occupation des sols de la commune et de ses infrastructures peut être observée sur les différentes représentations cartographiques du territoire : la carte de Cassini (XVIIIe siècle), la carte d'état-major (1820-1866) et les cartes ou photos aériennes de l'IGN pour la période actuelle (1950 à aujourd'hui).

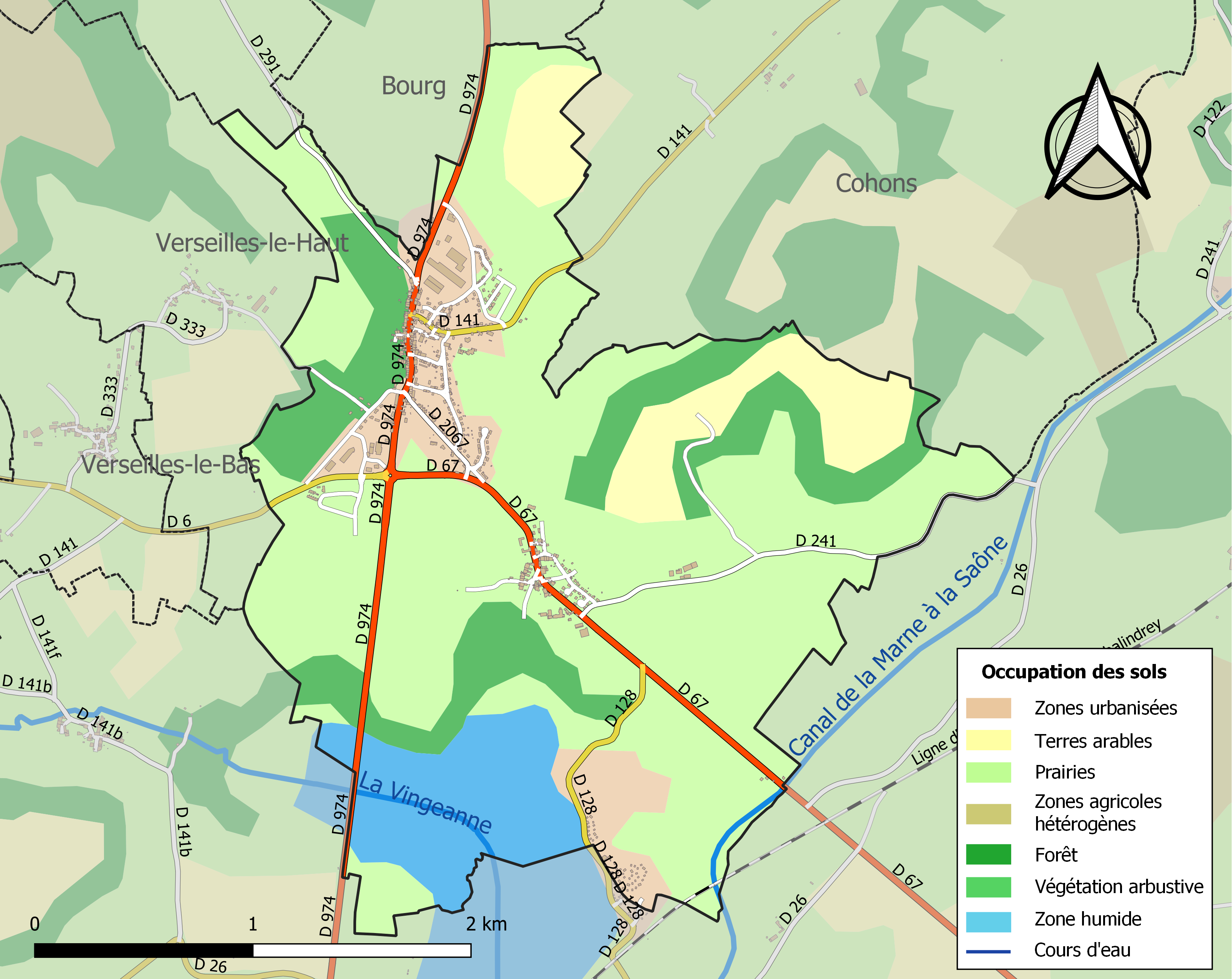
Carte des infrastructures et de l'occupation des sols de la commune en 2018 (CLC).

## Toponymie
Longeau est attesté sous les formes Longa Aqua (1180) ; Lunga Aqua (1269) ; Longua Aqua (1274) ; Longeau (1464) ; Longeaue (1562).

De l'oil, l'adjectif féminin longe « longue , lente à s'écouler » et « eau » , pour désigner d'abord le ru. Longeau est sur le ru de Cohons.
Percey est attesté sous les formes Presceium (1266) ; Preceyum (1267) ; Precey-le-Pautez (1347) ; Percey-le-Pautez (1356) ; Percey-le-Pauthez (1544) ; Percey-le-Pauthey (1575) ; Percey-le-Paulthey (1576) ; Precey-le-Paultey (1621) ; Percey-le-Pautet (1675) ; Percey-le-Potel (1732) ; Percey-le-Pautel (1770).

Percey est un sobriquet issu de priscus (« ancien »).

## Histoire
La première mention attestée de « Longeau » date de 886, puis une « Seigneurie de Longeau » est mentionnée en 1193. Le bourg voisin de « Percey » (mentionné lui pour la première fois en 1286) fut une place forte protestante pendant quelques années au XVIIe siècle.
Situé dans le Nord-Est de la France, Longeau a été fréquemment touché par les invasions étrangères du pays : la population du village opposa une résistance héroïque à la marche des Allemands sur Langres en 1642, et plusieurs affrontements eurent lieu avec les Prussiens lors de la période révolutionnaire. Un combat y retarda l'avance des Autrichiens sur Langres le 14 janvier 1814 à la fin du 1er Empire, durant la campagne de France).
Le village fut, comme la totalité de la Champagne à ce moment, très durement pillé pendant la guerre franco-prussienne en 1870. Le 16 décembre 1870, deux bataillons de mobiles de la garnison de Langres, qui effectuent une reconnaissance à Longeau sont contraints de se replier sur la ligne des forts face à une forte colonne allemande.
Les Allemands entrèrent de nouveau dans Longeau le 14 juin 1940, et y établirent un relais à la fin de l'été, assurant la liaison avec les troupes occupant Langres. L'occupation, relativement calme, du fait sans doute, du petit nombre d'habitants se termina le 25 août 1944 avec la libération du village par une première cohorte américaine, puis le 31 août une petite formation soviétique[réf. nécessaire] entra dans le village (l'origine précise de ces soldats reste discutée) qui fut l'occasion d'une fête générale, le même jour l'armée rouge entrait dans Bucarest.
Par arrêté préfectoral du 5 juin 1972 les communes de Longeau et de Percey-le-Pautel fusionnent sous le nom de « Le Vallinot ». Par décret du 13 avril 1983 la commune « Le Vallinot » prend le nom de « Longeau-Percey ».

## Politique et administration
| Période                                  | Période  | Identité        | Étiquette | Qualité                  |
| ---------------------------------------- | -------- | --------------- | --------- | ------------------------ |
| 1977                                     | 2020     | Pierre Dziegiel | PRG       | Ancien maire du Vallinot |
| 2020                                     | En cours | Isabelle Miot   | DVG       |                          |
| Les données manquantes sont à compléter. |          |                 |           |                          |

## Population et société

### Démographie

#### Évolution démographique
L'évolution du nombre d'habitants est connue à travers les recensements de la population effectués dans la commune depuis 1793. Pour les communes de moins de 10 000 habitants, une enquête de recensement portant sur toute la population est réalisée tous les cinq ans, les populations de référence des années intermédiaires étant quant à elles estimées par interpolation ou extrapolation. Pour la commune, le premier recensement exhaustif entrant dans le cadre du nouveau dispositif a été réalisé en 2006.

En 2022, la commune comptait 695 habitants, en évolution de −6,33 % par rapport à 2016 (Haute-Marne : −4,62 %, France hors Mayotte : +2,11 %).
| 1793 | 1800 | 1806 | 1821 | 1831 | 1836 | 1841 | 1846 | 1851 |
| ---- | ---- | ---- | ---- | ---- | ---- | ---- | ---- | ---- |
| 400  | 438  | 369  | 360  | 383  | 440  | 471  | 504  | 525  |

| 1856 | 1861 | 1866 | 1872 | 1876 | 1881 | 1886 | 1891 | 1896 |
| ---- | ---- | ---- | ---- | ---- | ---- | ---- | ---- | ---- |
| 474  | 467  | 467  | 467  | 417  | 413  | 401  | 369  | 360  |

| 1901 | 1906 | 1911 | 1921 | 1926 | 1931 | 1936 | 1946 | 1954 |
| ---- | ---- | ---- | ---- | ---- | ---- | ---- | ---- | ---- |
| 368  | 346  | 310  | 305  | 287  | 301  | 293  | 272  | 268  |

| 1962 | 1968 | 1975 | 1982 | 1990 | 1999 | 2006 | 2011 | 2016 |
| ---- | ---- | ---- | ---- | ---- | ---- | ---- | ---- | ---- |
| 268  | 318  | 536  | 549  | 638  | 669  | 695  | 727  | 742  |

| 2021 | 2022 | - | - | - | - | - | - | - |
| ---- | ---- | - | - | - | - | - | - | - |
| 704  | 695  | - | - | - | - | - | - | - |

## Héraldique
| Armes de Longeau-Percey | Les armes de Longeau-Percey se blasonnent ainsi : parti : au 1) de gueules aux chaînes d'or posées en croix et en sautoir, chargé en cœur d'une émeraude au naturel, au 2) d'azur à la bande d'argent côtoyée de deux double cotices potencées et contre potencées d'or ; le tout sommé d'un chef bastillé de cinq pièces d'or. |

## Lieux et monuments
- Église Saint-Hilaire de Longeau.
- Église Notre-Dame-de-la-Nativité de Percey-le-Pautel.
- Le château de Percey-le-Pautel.

## Illustrations

Illustrations relatives à Longeau-Percey
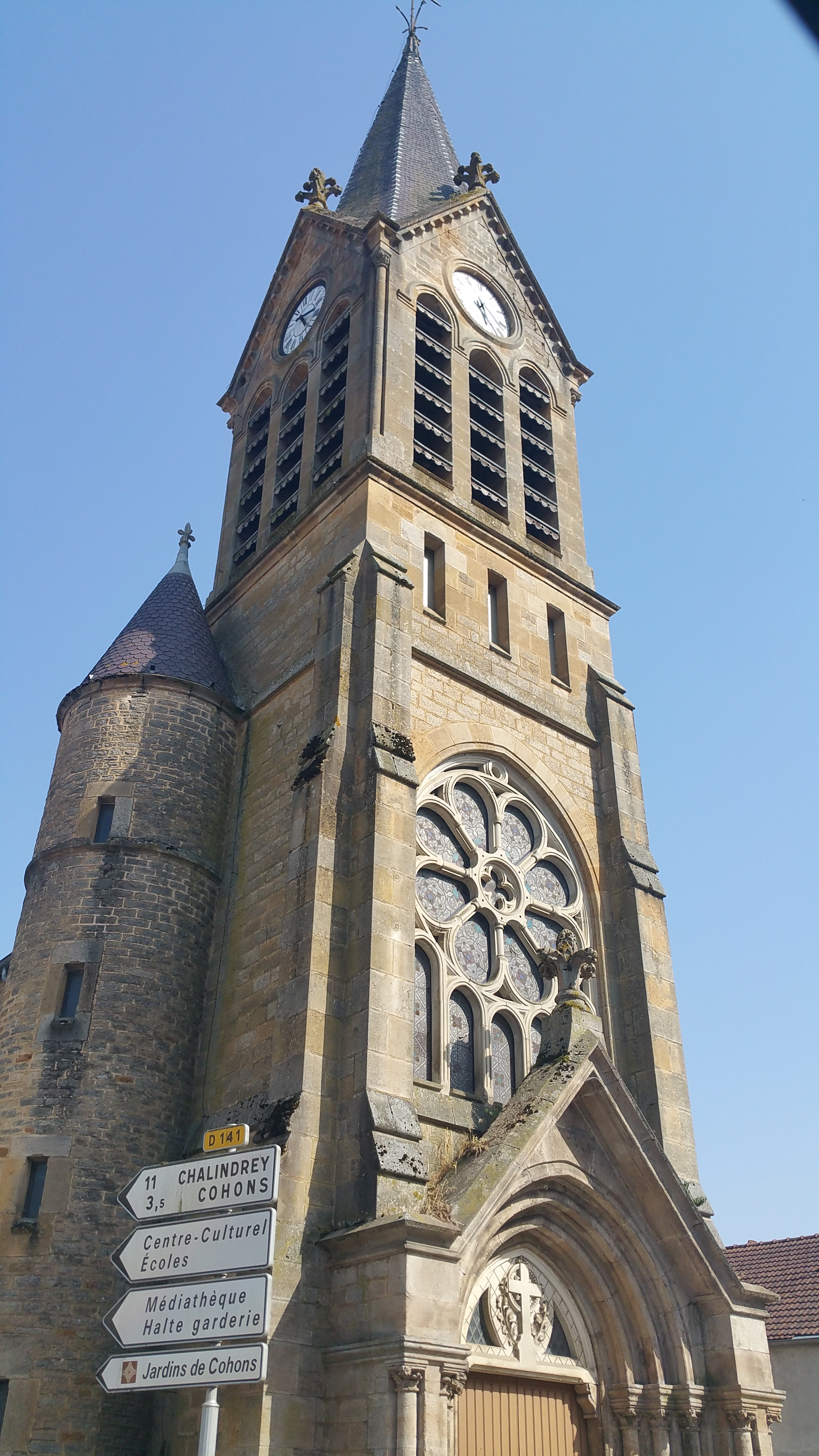
Église Saint-Hilaire de Longeau.
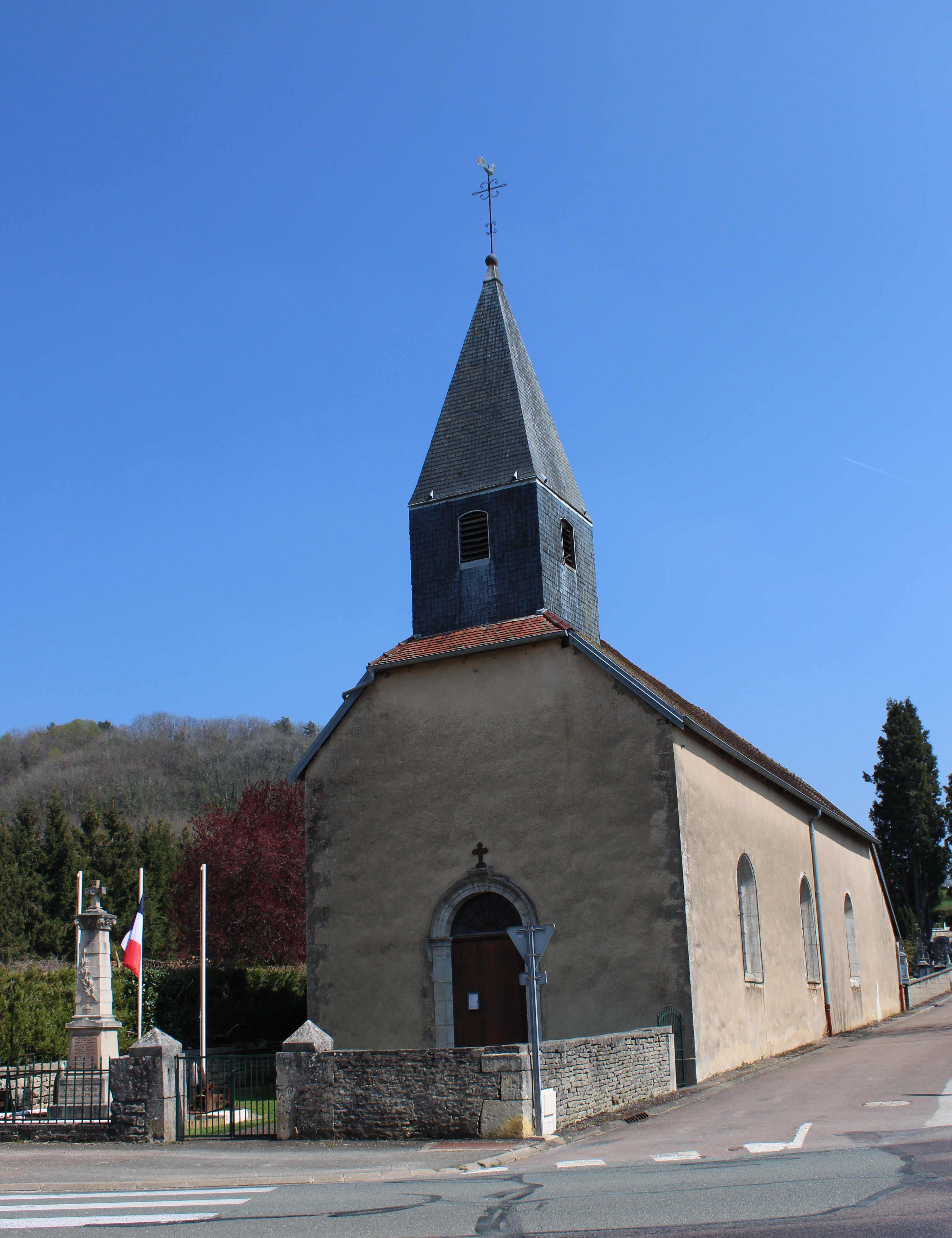
Église Notre-Dame-de-la-Nativité de Percey-le-Pautel.
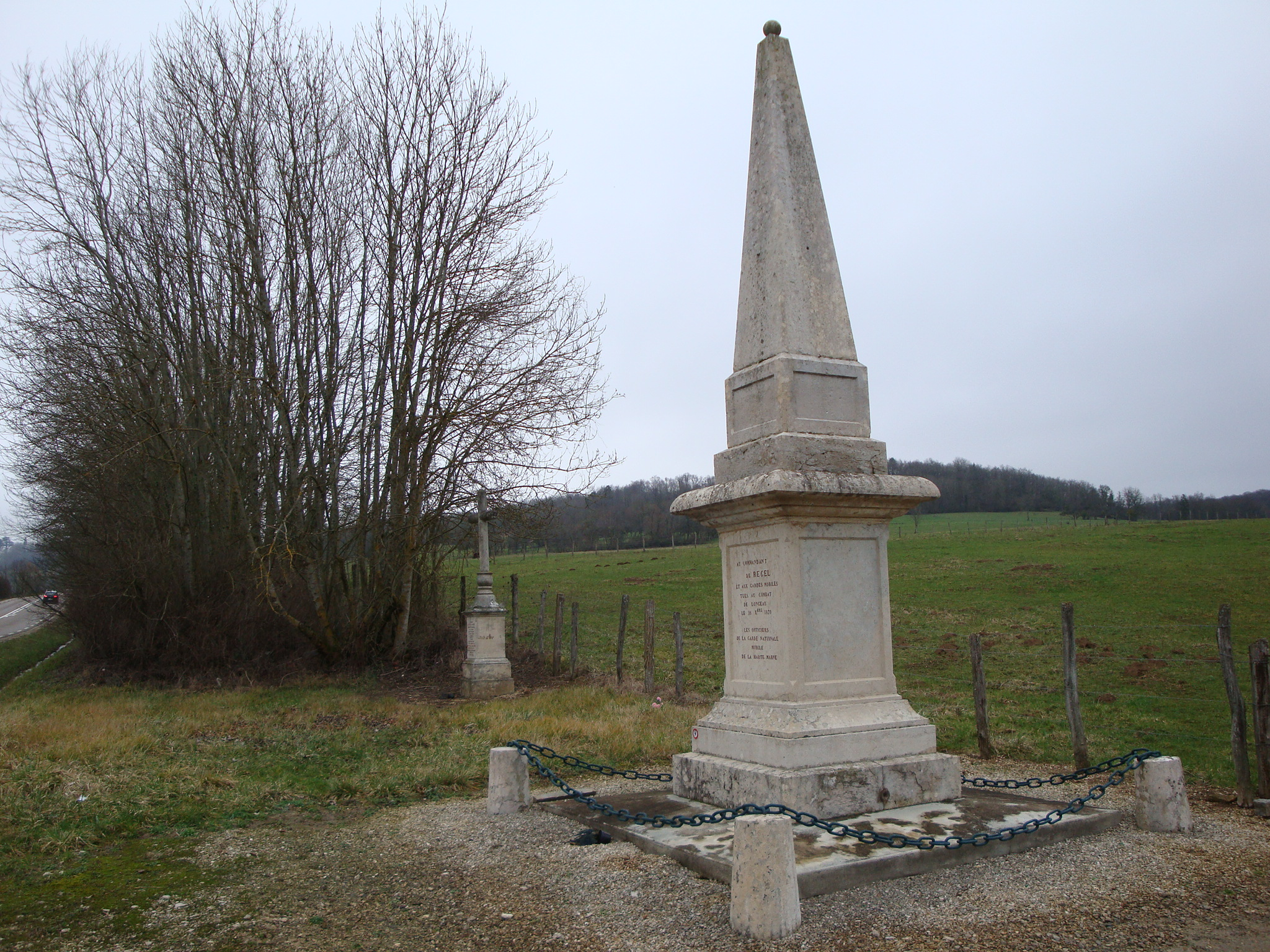
Croix et stèle aux combats de Longeau de 1870.
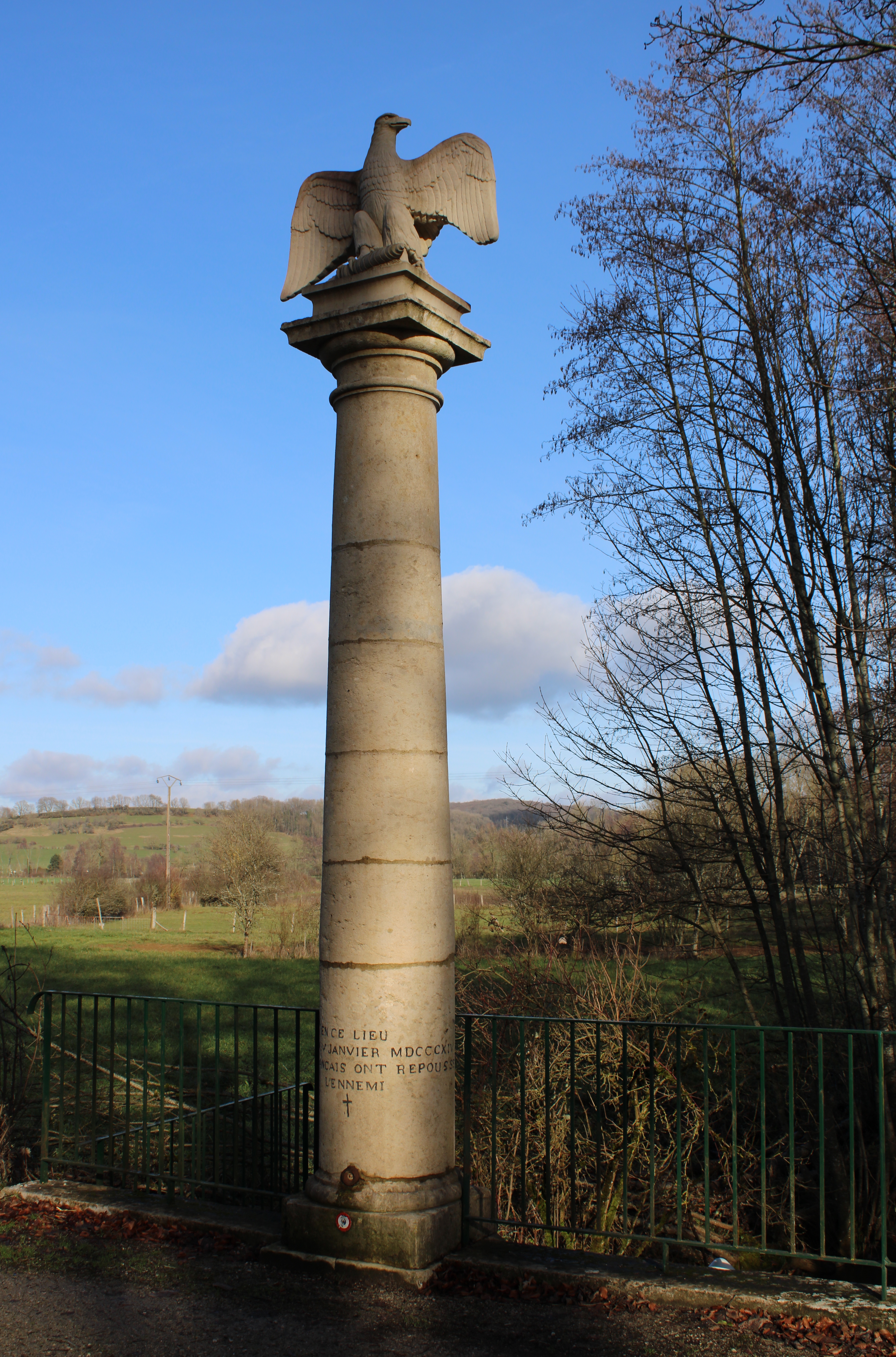
Colonne surmontée d'une Aigle impériale hommage aux combattants de l'Armée napoléonienne.
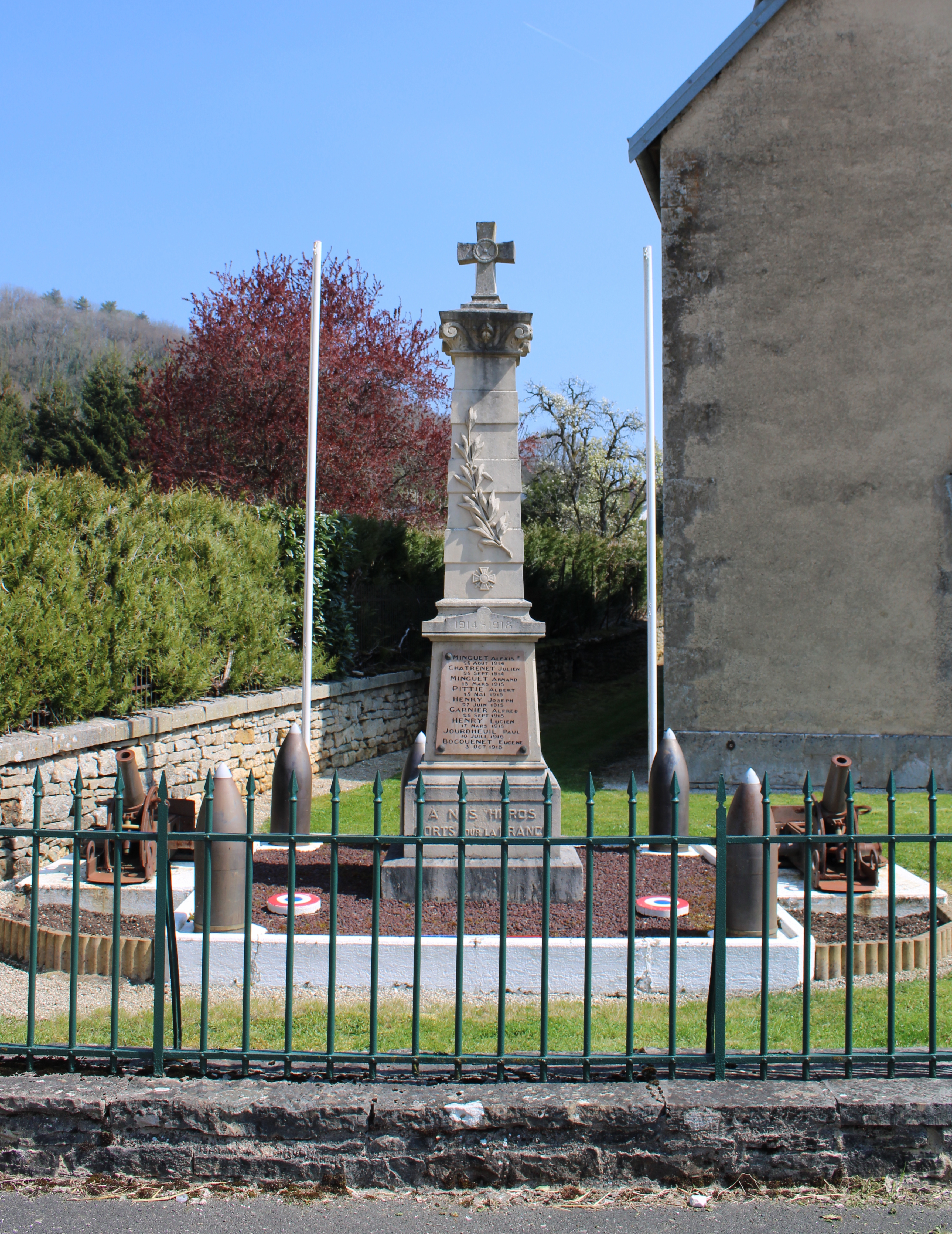
Monument aux morts de Percey-le-Pautel.